# Ахан (Библия)
Ахан (ивр. עכן בן כרמי‎, 2 тыс. до н. э., казнён в долине близ Галгала) — по Нав. 7 сын Хармия, сына Завдия, сына Зары, из колена Иудина. Результатам его проступка при уничтожении Иерихона посвящена вся 7 глава книги Иисуса Навина.
В Хронике назван Ахаром (1Пар. 2:7), а долина его сожжения к северу от Иерихона получила название Ахор (Нав. 7:26).

## Библейский сюжет
События книги Иисуса Навина
В 7 главе книги Иисуса Навина рассказывается о том, что Иерихон был заклят: всё живое в нём подлежало уничтожению, а все ценности посвящались Господу Богу (Нав. 6:15—18).
В 17 стихе 6 главы Иисус Навин прямо предостерёг иудеев от нарушения заклятия, но Ахан, сын Хармия, сына Завдия, сына Зары, из колена Иудина прельстился добычей и взял из заклятого.
Израильтяне должны были сразу же убить его (Втор. 13:5—17, 17:7), но не сделали этого, и в результате на них «возгорелся гнев Господень».
Оставшись без поддержки Всевышнего израильтяне не смогли взять небольшой город Ай и, понеся потери, бежали (Нав. 7:1—5).
После этого в знак покаяния народа Иисус Навин и старейшины еврейского народа посыпали голову пеплом и раздирали свои одежды.
Иисус спрашивал у Бога о причинах поражения и рисовал словесные картины уничтожения израильского народа.
К вечеру Бог указал на то, что есть человек, который взял из заклятого и тем самым нарушил заклятие.
В результате своего поступка он сам теперь заклят, и его нужно истребить из еврейского народа.
Богом была указана схема выявления этого заклятого человека и кара: за преступление Завета сжечь заклятого огнём (Нав. 7:6—15).
Всё так и было проведено, был выявлен Ахан, и Иисус Навин призвал его к исповеданию своего поступка.
Ахан признался, что он взял из добычи прекрасную Сеннаарскую одежду, серебро и золотой слиток и закопал всё это в землю у себя в шатре.
Эти предметы были найдены у него, тогда его с семьёй и имуществом вывели в долину Ахор, где побили их камнями и сожгли огнём.
Они набросали на это место внушительную груду камней, и после этого ярость Господня утихла (Нав. 7:16—26).
Признаком этого стало успешное взятие города Ай Иисусом Навином (Нав. 8:1—28).
Отсылки к этим событиям из других мест Библии
Иисус Навин, выясняя причины постройки жертвенника коленами, жившими за Иорданом, указывал на действия Ахана как на пример полного пренебрежения к Богу (Нав. 22:20).
Первая книга Паралипоменон начинается с родословной, в которой перечисляются израильские потомки Адама. В них Ахан выделен как преступник (1Пар. 2:7).

## Аспекты поступка Ахана, выделяемые в православной традиции
События, связанные с поступком Ахана, разобраны в Толковой Библии издания преемников А. П. Лопухина, и, в меньшей степени у Феодорита Кирского.

### Предшествующие события
Общие сведенияСтих 1
Авторы указывают, что Ахан по законам израильского народа совершил святотатство, и те, кто был рядом с ним, не остановив его, сделались соучастниками.
Само по себе это событие было самым вопиющим нарушением закона на тот момент истории.
По тексту Библии Феодорит Кирский указывает, что его поступок был выделен и наказан особо в поучительных целях для того, чтобы иудеи пресекали богопротивные поступки друг друга.
Само имя Ахан к книге Паралипоменон изменилось на Ахар, предположительно от названия долины Ахор, где он был побит камнями.
Также исследователи указывают на неполноту родословия: за время, прошедшее от жизни Зары, должно было смениться более указанных пяти поколений.
Поход на АйСтихи 2-5

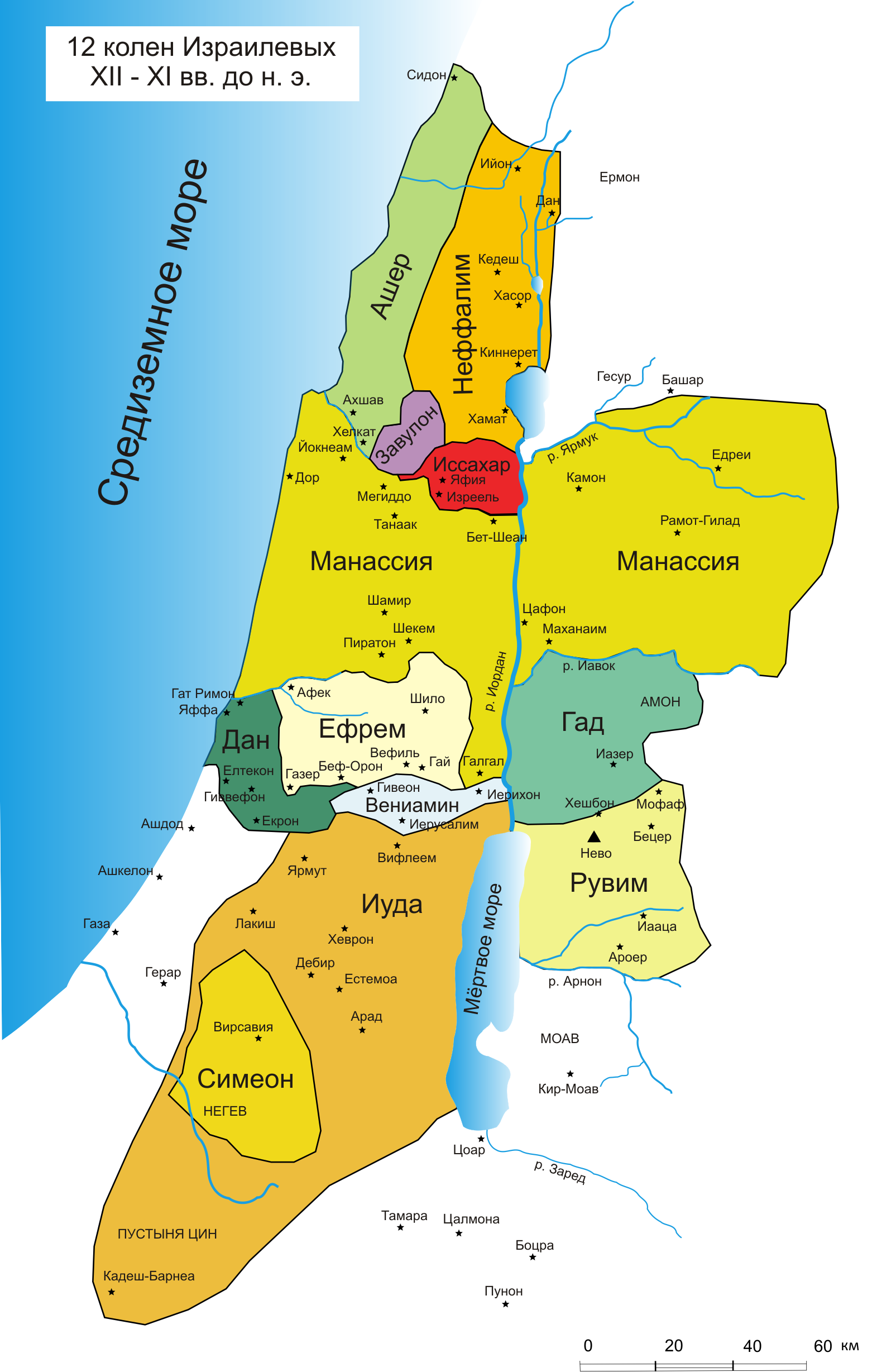
Карта проживания Колен Израилевых, в середине которой город обозначен как Гай

Для осознания масштаба поступка потребовалась неудача в сражении, после которой израильский народ понял, что прогневил Бога.
Библейская география говорит нам о том, что местом этого сражения был город Ай (Гай) на холме севернее исторического Иерусалима.
Это было небольшое селение недалеко от Вефиля, который со временем поглотил его.
Севарим, до которого гнали израильтян, являлся каменоломней у подножия холма, на котором и стоял Ай.
У завоевателей ощущение от поражения было ошеломляющее и повлекло за собой сильный упадок духа.

### Осознание трагедии
Реакция вождей походаСтихи 6-9
Иисус Навин и старейшины впали в печаль по причине того, что цель их похода, основанная на вере, не совпадала с происходящими событиями.
Существовала вероятность истребления израильского народа без помощи свыше.
Тогда бы представителей монотеизма не осталось.
Схема дальнейших действийСтихи 10-15
Первой реакцией Бога был упрёк в неверии, после этого была описана ситуация в негативно усиленном ключе и дано указание истребить из своей среды заклятого.
Были даны инструкции по выявлению виновного, для указания вины использовался жребий.
Тот же жребий использовался при решении важнейших дел, таких как расселение народа в Земле Обетованной, избрание Саула на царство.
Другой особенностью была форма участия в выявлении виновного, использовалось слово «приближайтесь», которое часто было связано с вступлением в богообщение.
Была предписана самая тяжкая и позорная форма казни виновного: «побить камнями и сжечь».
Это было связано с тем, что преступник совершил двойной грех: дерзкое нарушение заповеди Бога о заклятом, и против своего народа, совершив поступок, который бросает тень на весь народ.

### Приговор и его исполнение
Выполнение предписанногоСтихи 16-26
По слову Божию подходили по коленам, выбранное колено — по племенам, выбранное племя — по семействам, семейство — по одному человеку.
Эта ситуация была первым масштабным применением первосвященнического жребия «Урим и туммим», форма поиска виновного в преступлении (перебор подозреваемых по одному) соответствовала использованию этого жребия.
Словами «сын мой! воздай славу Господу» израильский вождь Иисус Навин призывает Ахана к покаянию, показывая, что для человека истина выше всего.
Ахан покаялся, и посланные Иисусом Навином нашли и принесли спрятанное Аханом. Взятым из заклятого были:
1. Сенаарская одежда — цветная одежда из Сенаара (Вавилона), которая была особо ценной[4] (патриарх Иаков одел в цветные одежды только своего младшего, любимого сына Иосифа, см. Быт. 37:3, 4). Какая это была одежда, доподлинно неизвестно. Есть переводы риза длинная (στολὴ) и риза верхняя (ἀλανὶς).[3]
2. Двести сиклей серебра
3. Слиток золота весом в пятьдесят сиклей. Древнееврейское «лешон», переведённое как «слиток» дословно значит «язык», что приводится в переводе Септуагинта, в славянской Библии переведено «сосуд». Большинство источников указывает на украшение, домашний прибор или оружие в виде языка (известно, что в Римской империи язычком называли металлическую часть оружия, предназначенную для крепления гарды и рукояти[6]).[4]

После этого с Аханом поступили, как положено поступить с заклятым: его и всё принадлёжащее ему живое (жену, детей и скот) убили, имущество сожгли а все золотые, серебряные, медные и железные предметы отправились в сокровищницу храма.
Казнь АхораСтих 25

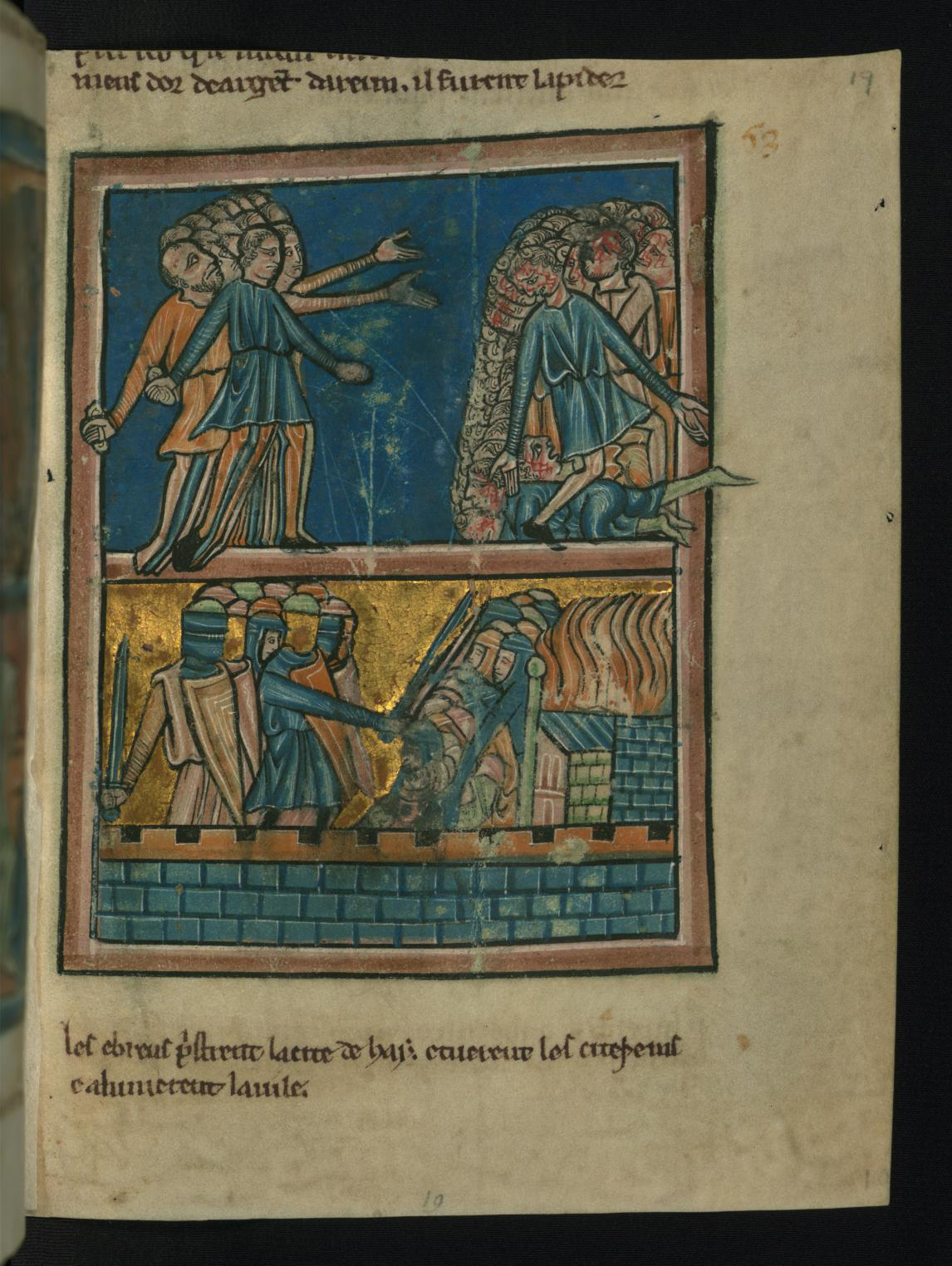
Казнь Ахана и победа над Аем

Есть разъяснение казни с точки зрения более поздних толкователей, которые утверждают, что эта казнь логична и с точки зрения современного понятия о законе.
Израильский народ по Завету должен был сам искоренять зло из своей среды, наказывая виновных (Лев. 20:1 — 24:16 и Втор. 17:7).
Библейский текст не акцентирует побиение камнями семьи Ахана, но это следует из того, что во-первых их привели на место его казни со всем его имуществом, во-вторых в описании сожжения огнём и воздвижения каменного кургана применено местоимение «их»: «и сожгли их огнем, и наметали на них камни».
Основанием для наказания детей вместе с отцом стало то, что они знали о похищенном из заклятого и видели, как отец прятал это; этот тезис высказал богослов V—VI веков Прокопий Газский.
Этот текст претерпевал изменения при переводах на европейские языки, где встречалось переведённое с греческого «сожгли это в огне и побили их камнями», но синодальный текст следует еврейскому оригиналу.
Долина АхорСтих 26
Избиение камнями произошло в лесной долине Ахор (Ахор переводится как горе, беда).
Эта долина позже упоминается в пророческих книгах: пророк Осия говорит о символе виноградников и долины Ахор как место надежды и отдыха, данное в награду после покаяния, скитаний и отречения от идолопоклонства (Ос. 2:15)